# NJ PBS
座標: 北緯40度13分13秒 西経74度45分34秒 / 北緯40.22028度 西経74.75944度
NJ PBS（2021年以前は「NJTV」として知られていた）は、アメリカ・ニュージャージー州にサービスを提供する公共テレビネットワーク。このネットワークは、ニュージャージー州政府の機関であるニュージャージー公共放送協会（New Jersey Public Broadcasting Authority、NJPBA）が所有しており、州で認可されたPBSメンバー局の1つを除く全てのライセンスを所有している。NJPBAは、ネットワークの運用を、ニューヨーク市に拠点を置くThe WNET Group（以前はエデュケージョナル・ブロードキャスティング・コーポレーション（Educational Broadcasting Corporation）として知られ、後にWNET.orgとして知られていた）の完全所有子会社であり、ニュージャージー州ニューアークのライセンスを持つWNET（チャンネル13）とニューヨーク州ガーデンシティのライセンスを持つWLIW（チャンネル21）の親会社であるPublic Media NJ に外注している。PBSの番組に加えて、NJ PBSはアメリカン・パブリック・テレビジョン（APT）が配信する番組を放映し、ネットワークはまた、主にニュージャージー州の問題に関連する独自の番組を制作及び放送している。NJ PBSの事業は、ニュージャージー州イングルウッドに拠点を置いている。そのアンカースタジオは、ニューアークのゲートウェイ・センターにある。マスターコントロールと一部の内部操作は、マンハッタンのミッドタウンにあるワールドワイド・プラザ複合施設にあるWNETのスタジオに基づいている。
州営の公共テレビ及びラジオサービスであるニュージャージー・ネットワーク（NJN）の後継である。NJNは2011年6月30日に業務を停止し、翌日、パブリック・メディアNJが以前のNJNテレビ局を管理した。

## 歴史
2008年、ニュージャージー・ネットワークの関係者は、同年にニュージャージー州議会に、NJNを独立した非営利組織にすることを検討する許可を求めた。このシナリオでは、NJNライセンスはネットワークの資金調達部門であるNJN財団（NJN Foundation）に譲渡されていたはずであった。しかし、2011年6月6日、当時のニュージャージー州知事であったクリス・クリスティは、2010年に就任した時に州営の公共放送を終了することを約束し、NJNテレビネットワークの管理権をWNETに移すことに合意したと発表した。契約の一環として、WNET.orgは放送局を運営するために、ニュージャージー州を拠点とする別の非営利団体としてパブリック・メディアNJ（Public Media NJ）を設立した。皮肉なことに、NJNが1971年に設立されたのは、WNETとフィラデルフィアの主要なPBSアウトレットであるWHYY-TV（チャンネル12）がニュージャージー州の視聴者に適切にサービスを提供していなかったという懸念が一因だった。
契約条件の下では、NJPBAはライセンスを保持するが、放送局の運営をパブリック・メディアNJに5年間外注し、さらに5年間の更新可能なオプションを2つ追加する。パブリック・メディアNJ は、公共放送社（CPB）から資金を受け取り、以前のNJNの技術的運用に関連する全ての収益を受け取る。この法案は2011年6月23日の州議会で否決された。しかし、州上院は同年6月27日に決議を可決し、2011年7月1日に予定されていた通り、パブリック・メディアNJがNJNのテレビ事業を引き継ぐことを許可した。ネットワークは「NJTV」として刷新され、NJNの全てのメンバーが自動的にNJTVのメンバーになった。NJTVで最初に放映された番組は『チャーリー・ローズ』（姉妹局WNET制作）だった。
2011年7月26日、NJTVはニュージャージー公共放送財団（Foundation for New Jersey Public Broadcasting、旧：NJN財団）と共同で資金を提供し、追加の広報番組を制作することを発表した。NJTVとNJN財団は2012年9月に合併した。

### リブランディング
2021年2月24日、NJTVはローカル局に推奨された2019年のPBSのブランド変更に合わせて、「NJ PBS」にブランド変更された。

## 番組
ニュージャージー州に焦点を当てた広報番組の非営利プロデューサーであるコーカス・エデュケーショナル・コーポレーション（Caucus Educational Corporation、CEC）は、パブリック・メディアNJ及びWNETと契約を結び、NJ PBSにオリジナルの番組を提供している。CECは、スティーブ・アドゥバートがホストを務める『コーカス:ニュージャージー（Caucus: New Jersey）』、『ステート・オブ・アフェアーズ（State of Affairs）』、『ワン・オン・ワン・ウィズ・スティーブ・アドゥバート』を制作している。CECはまた、2017年3月で7年間の放送を終えた『ニュージャージー・キャピトル・リポート（New Jersey Capitol Report）』も制作した。NJ PBSは、PBS、アメリカン・パブリック・テレビジョン、追加のローカルプロダクションによって配信される番組も放送している。

### ローカル制作番組
- American Songbook at NJPAC（英語版）
- Classroom Closeup NJ
- Driving Jersey
- Due Process
- On the Record
- Que Pasa NJ
- Reporters Roundtable
- State of the Arts
- This is South Jersey

### ニュース番組
NJ PBS（NJTVとして）の発足時に、ネットワークは『NJNニュース』に代わる30分間のニュース番組『NJトゥデイ（NJ Today）』を開始し、以前の平日18:00、19:30、23:00に放送された。元々は、WNETパーソナリティのラファエル・ピ・ロマン（Rafael Pi Roman）がアンカーを務めていた。その後、マイク・シュナイダーがアンカーの役割を引き継いだ。2013年11月4日に『NJTVニュース（NJTV News）』に改名された。2014年6月12日、シュナイダーは『NJTVニュース』のアンカーとしての引退を発表し、同年7月1日にベテランジャーナリストのメアリー・アリス・ウィリアムズに取って代わられた。ウィリアムズはその後、2020年3月13日以降、健康上の問題に苦しんでいた家族の世話をするために同ニュース放送を離れた。最終的に、翌月の同年4月27日に、『NJTVニュース』のアンカーを辞任すると発表した。後任は、2020年3月15日から同ニュース放送のアンカーを務めているブリアナ・ヴァノッツィである（Briana Vannozzi）。ヴァノッツィは、2020年9月9日にフルタイムのアンカーになるまで暫定アンカーだった。シュナイダーは、WNETの『メトロフォーカス（Metrofocus）』など、WNET及びNJTVが制作した他の番組にも出演している。『NJTVニュース』は、ニューアークのツー・ゲートウェイ・センター（Two Gateway Center）にあるアグネス・バリス（Agnes Varis）スタジオで制作されている。同ニュース放送は、姉妹局のWNETとYouTubeのオンライン、NJTVのウェブサイトでも見ることができる。WNET（及びその姉妹局のWLIW）とWHYYが『PBSニュースアワー』を放送しているため、NJ PBSは不必要な重複を避けるためにその番組を放送していない。
NJNの閉局時のニュースディレクターであり、財団の理事会の元メンバーであるマイケル・アロン（Michael Aron）は、NJTVで以前のNJN番組『リポーターズ・ラウンドテーブル（Reporters Roundtable）』と『オン・ザ・レコード（On the Record）』を復活させた。また、『NJTVニュース』に主任政治担当記者として出演している。
2020年10月5日、NJTVのニュースルームはニュージャージー州のニュースサイト「NJスポットライト（NJ Spotlight）」（2019年にWNETに買収された）と合併し、ニュース放送は『NJスポットライトニュース（NJ Spotlight News）』に改称された。2022年5月、『NJスポットライトニュース』は、ジャーナリストのジョーダン・ガス＝プーレ（Jordan Gass-Pooré）がホストを務める最初のポッドキャストシリーズ『Hazard NJ』をリリースした。

### 宝くじ抽選会
NJNが運営を停止した時、テープ遅延により、2011年9月8日までニュージャージー宝くじの抽選は放送されなかった。これが起こる前、ニュージャージー宝くじには、UstreamやLivestream.comなどのオンラインライブストリーミングサービス以外に、ライブ抽選を紹介する他の手段がなかった。NJTVは2013年1月1日までテープ遅延された抽選のホストを務め続け、抽選はWLNYとWPSG-TVの2つのCBS所有局に移された。2014年から2020年にかけて、抽選はWPIXとWPHL-TVで生放送された。2020年現在、州の宝くじ抽選はテレビで放映されていない代わりに、宝くじの午後、夜、Cash4Lifeの抽選は、宝くじのウェブサイトとソーシャルメディアプラットフォームで行われる。パワーボールとメガ・ミリオンズの抽選は、WTXF-TVとWABC-TVがこれらの絵を放映しているため、NJTVで放映されることはなかった（後者は特定の機会にパワーボールの抽選を放映することがあった）。

## 放送局
NJ PBSの4つのフルパワー放送局は、ニュージャージー州全体に加えて、ニューヨーク州、コネチカット州、ペンシルベニア州、デラウェア州、さらにはメリーランド州の一部の6つの州の約2,800万人の潜在的な視聴者に到達する。これにより、NJ PBSは国内で最大の潜在的な視聴者の1つとなる一方で、国内で最も視聴されている3つのPBSメンバー局（姉妹局のWNETとWLIW、及びWHYY-TV）と直接競合する必要もあった。さらに、ペンシルベニア州アレンタウンのWLVT-TV（チャンネル39）は、NJ PBSの放送エリアの一部と重なっている。
NJ PBSのテレビ局は次の通りである。
| 放送局      | 放送地域免許           | チャンネル VC / RF         | 初放送日       | 四文字目の意味                                   | ERP      | HAAT           | 送信所座標                                                        | 施設ID | パブリックライセンス情報             |
| ----------- | ---------------------- | -------------------------- | -------------- | ------------------------------------------------ | -------- | -------------- | ----------------------------------------------------------------- | ------ | ------------------------------------ |
| WNJT1       | トレントン             | 52 23（UHF）（WNJSと共有） | 1971年4月5日   | Trenton                                          | 281 kW   | 264 m (866 ft) | 北緯39度43分41秒 西経74度50分38秒 / 北緯39.72806度 西経74.84389度 | 48465  | Public fileTemplate:FCC-LMS-Facility |
| WNJS        | カムデン               | 23 23（UHF）（WNJTと共有） | 1972年10月23日 | South Jersey                                     | 281 kW   | 264 m (866 ft) | 北緯39度43分41秒 西経74度50分38秒 / 北緯39.72806度 西経74.84389度 | 48481  | Public fileTemplate:FCC-LMS-Facility |
| WNJN1、2、3 | モントクレア           | 50 8（VHF）（WNJBと共有）  | 1973年6月2日   | North Jerseyまたは Network（前任者のフルネーム） | 40.82 kW | 218 m (715 ft) | 北緯40度37分17秒 西経74度30分14秒 / 北緯40.62139度 西経74.50389度 | 48477  | Public fileTemplate:FCC-LMS-Facility |
| WNJB4       | ニューブランズウィック | 58 8 (VHF)（WNJNと共有）   | 1973年6月2日   | New Brunswick またはThe Brunswicks               | 40.82 kW | 218 m (715 ft) | 北緯40度37分17秒 西経74度30分14秒 / 北緯40.62139度 西経74.50389度 | 48457  | Public fileTemplate:FCC-LMS-Facility |

備考

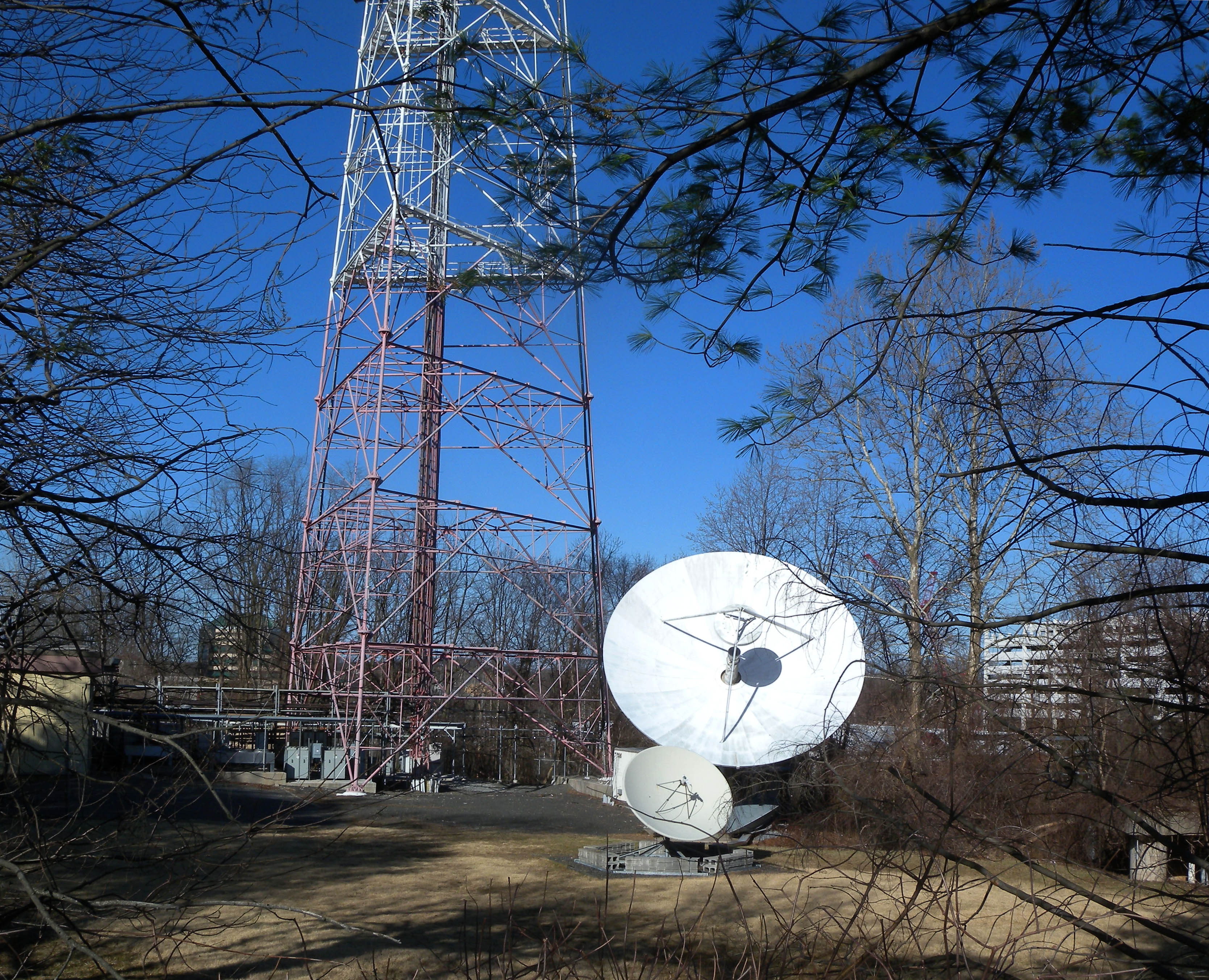
モントクレア州立大学のWNJN送信所

- 1 2017年に終了したFCCインセンティブオークション（英語版）では、WNJTとWNJNの周波数帯がそれぞれ1億3,805万9,363ドルと1億9,389万2,273ドルでFCCに売り戻された[28]。NJ PBSは、これらの放送局が残りの2つの局、それぞれWNJS及びWNJBとスペクトルを共有することを発表した[29]。
- 2 WNJNは、1973年の開局から1994年までコールサインWNJM（Mは「Montclair」の略）を使用した。
- 3 WNJNは、1994年5月1日から6月1日までコールサインに「-TV」接尾辞を使用した。
- 4 WNJBは、1971年4月30日までの建設許可の間、コールサインWTLVを使用した[30]。

2018年1月23日、FCCへの提出書類によると、WNJNはWNJBとのチャンネル共有を開始し、WNJTはWNJSとのチャンネル共有を開始した。

### 中継局
| 放送地域免許   | コールサイン | チャンネル | 中継先  | ERP     | HAAT           | 施設ID | 送信所座標                                                                |
| -------------- | ------------ | ---------- | ------- | ------- | -------------- | ------ | ------------------------------------------------------------------------- |
| ベルビディア   | W27EC-D      | 27         | WNJB 58 | 1.5 kW  | 244 m (801 ft) | 48484  | 北緯40度46分14.3秒 西経75度03分50.60秒 / 北緯40.770639度 西経75.0640556度 |
| ハケッツタウン | W29EV-D      | 29         | WNJB 58 | 1.5 kW  | 155 m (509 ft) | 48482  | 北緯40度51分08.1秒 西経74度52分22.5秒 / 北緯40.852250度 西経74.872917度   |
| サセックス     | W23EX-D      | 23         | WNJB 58 | 3.87 kW | 192 m (630 ft) | 48482  | 北緯41度08分37秒 西経74度32分17.0秒 / 北緯41.14361度 西経74.538056度      |

### ケーブルと衛星の可用性
NJ PBSは、ニューヨーク州（WNJN/WNJBを使用）及びフィラデルフィア（WNJS/WNJTを使用）のテレビ市場から、ニューヨーク州、デラウェア州、ペンシルバニア州に至る殆どのケーブル、衛星、IPTVプロバイダーと共に、ニュージャージー州の全てのケーブルプロバイダーで利用できる（コネチカット州フェアフィールド郡とメリーランド州セシル郡では一部利用が制限されている）。

## 技術情報

### サブチャンネル
NJ PBS放送局のデジタル信号は多重化されている。
| チャンネル | 解像度 | アスペクト比 | ショートネーム | 番組編成             |
| ---------- | ------ | ------------ | -------------- | -------------------- |
| xx.1       | 1080i  | 16:9         | 1              | メインNJ PBS番組/PBS |
| xx.2       | 1080i  | 16:9         | NHKWorld       | NHKワールド          |

1 「-DT」接尾辞が付いた各放送局のそれぞれのコールサインは、様々なNJ PBS放送局のPSIP名として機能する。